# Auchmis inquieta
Auchmis inquieta là một loài bướm đêm trong họ Noctuidae.